# Down and Out in America
Down and Out in America è un documentario del 1986 diretto da Lee Grant vincitore del premio Oscar al miglior documentario.